# Pristimantis ruidus
Espèce
Synonymes
- Eleutherodactylus ruidus Lynch, 1979

Statut de conservation UICN

 DD  : Données insuffisantes
Pristimantis ruidus est une espèce d'amphibiens de la famille des Craugastoridae.

## Taxon Lazare
Pristimantis ruidus,  grenouille disparue depuis 100 ans, a été redécouverte en 2022 dans les Andes équatoriennes. C'est donc un taxon Lazare,.

## Répartition
Cette espèce est endémique de la province d'Azuay en Équateur. Elle se rencontre à Molleturo à 2 317 m d'altitude sur le versant Ouest de la cordillère Occidentale.

## Description
Les mâles mesurent de 25,8 à 31,1 mm et les femelles de 37,1 à 39,8 mm.

## Publication originale
- Lynch, 1979 : Leptodactylid frogs of the genus Eleutherodactylus from the Andes of southern Ecuador. Miscellaneous Publication, Museum of Natural History, University of Kansas, no 66, p. 1-62 (texte intégral).